# James Bridges
James Bridges   (Paris, 3 de febrer de 1936 - Los Angeles, 6 de juny de 1993) va ser un guionista, director i productor estatunidenc.

## Biografia
Bridges va passar la seva infantesa a París, Arkansas Des de 1958 va viure una relació amb l'actor Jack Larson. Descobert pel productor Norman Lloyd, Bridges va fer el seu debut com a guionista amb la sèrie de televisió Alfred Hitchcock Presents Un dels episodis d'aquesta sèrie, An Unlocked Window, li va guanyar el premi Edgar de 1966 de l’Associació d'escriptors de misteri d'Amèrica al millor episodi d'una sèrie de televisió.
Simultàniament, Bridges connecta els guions de diverses pel·lícules: The Baby Maker, The Paper Chase, 30 de setembre de 1955, La síndrome de la Xina, Urban Cowboy, Mike's Murder, Perfect i Nits de neó. Bridges serà el Pigmalió de l'actriu Debra Winger.
L'any 1990 li van diagnosticar càncer d'intestí. Va morir als 57 anys d'insuficiència hepàtica al Centre Mèdic de la UCLA el 6 de juny de 1993. Està enterrat al cementiri Oakwood de la seva ciutat natal de París, Arkansas.

## Filmografia

### com a guionista
- 1966: The Appaloosa
- 1969: The Flim-Flam Man (TV)
- 1970: Colossus: The Forbin Project
- 1970: The Baby Maker
- 1972: When Michael Calls (TV)
- 1972: Limbo
- 1973: The paper Chase
- 1977: September 30, 1955
- 1979: La síndrome de la Xina (The China Syndrome)
- 1980: Urban Cowboy
- 1984: Mike's Murder
- 1985: Perfect
- 1990: Caçador blanc, cor negre (White Hunter Black Heart)

### com a director
- 1970: The Baby Maker
- 1973: The paper Chase
- 1977: September 30, 1955
- 1979: La síndrome de la Xina (The China Syndrome)
- 1980: Urban Cowboy
- 1984:  Mike's Murder
- 1985: Perfect
- 1988: Nits de neó (Bright Lights, Big City)

### com a productor
- 1985: Perfecte

## Premis i nominacions

### Premis
- 1966 Premi Edgar dels Mystery Writers of America al millor episodi d'una sèrie de televisió.

### Nominacions
- Oscar al millor guió adaptat per The Paper Chase (1974)
- Oscar al millor guió original per La síndrome de la Xina' (1980)